# Zamek w Saint-Pierre-la-Noaille
Dom Pelletier w Saint-Haon-le-Châtel – wzniesiony w XIV wieku. Od 17 kwietnia 1990 roku posiada status monument historique, w kategorii classé MH (zabytek o znaczeniu krajowym).

## Lokalizacja
Zamek jest zlokalizowany jest na terenie miejscowości Saint-Pierre-la-Noaille, przy 72 Chemin du Château, w departamencie Loara, w regionie Auvergne-Rhône-Alpes.

## Opis
Zbudowanie zamku przypisuje się rodzinie Rochefort. Za ich czasów powstała okrągła wieża (XIV wiek), która służyła za więzienie. Następnie włości przeszły poprzez małżeństwo Yolande de Rochefort z Simonem na ród Ronchevol. Dobudowali oni główny budynek z otwartymi galeriami. Od 1757 roku zamek należał do Philippe'a Maresta. W połowie XIX wieku zamek Saint Pierre został nabyty przez Marchanda, prawnika z Roanne. Obecnie należy do rodziny Morier.
Kwadratowa wieża, strzegąca wjazdu do zamku zwieńczona jest ostrym okapem i latarnią widokową. Zwieńczono z czterech stron stałą hurdycją szkieletową, zaopatrzoną w parapet ochronny, utworzony z murowanych krzyży św. Andrzeja, umieszczonych pomiędzy pionowymi słupami. Słupy te są łączone z krokwiami poddasza, w ten sposób zakrywają całą konstrukcję i zapewniają doskonałą kontrolę podnóża ścian.
Wewnętrzny dziedziniec ograniczony jest z jednej strony portykiem z czworokątnymi filarami, bez podstaw i kapiteli, oddzielających pięć przęseł zamkniętych trójłukowymi arkadami. Powyżej znajdują się dwa nałożone na siebie piętra. Umieszczone są na kamiennych kolumnach z pryzmatycznymi trzonami. Znajduje się tam herb Franceschich

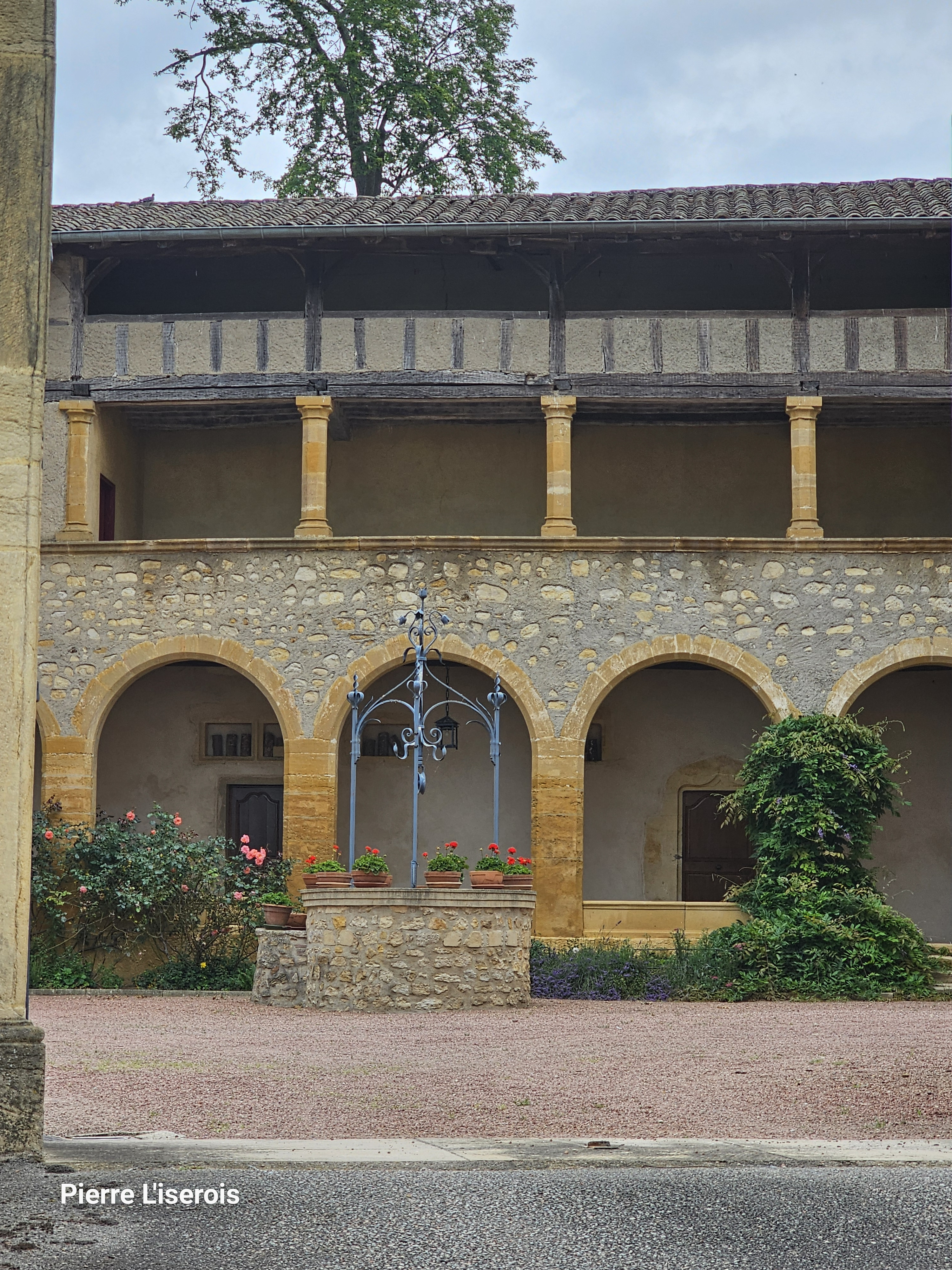
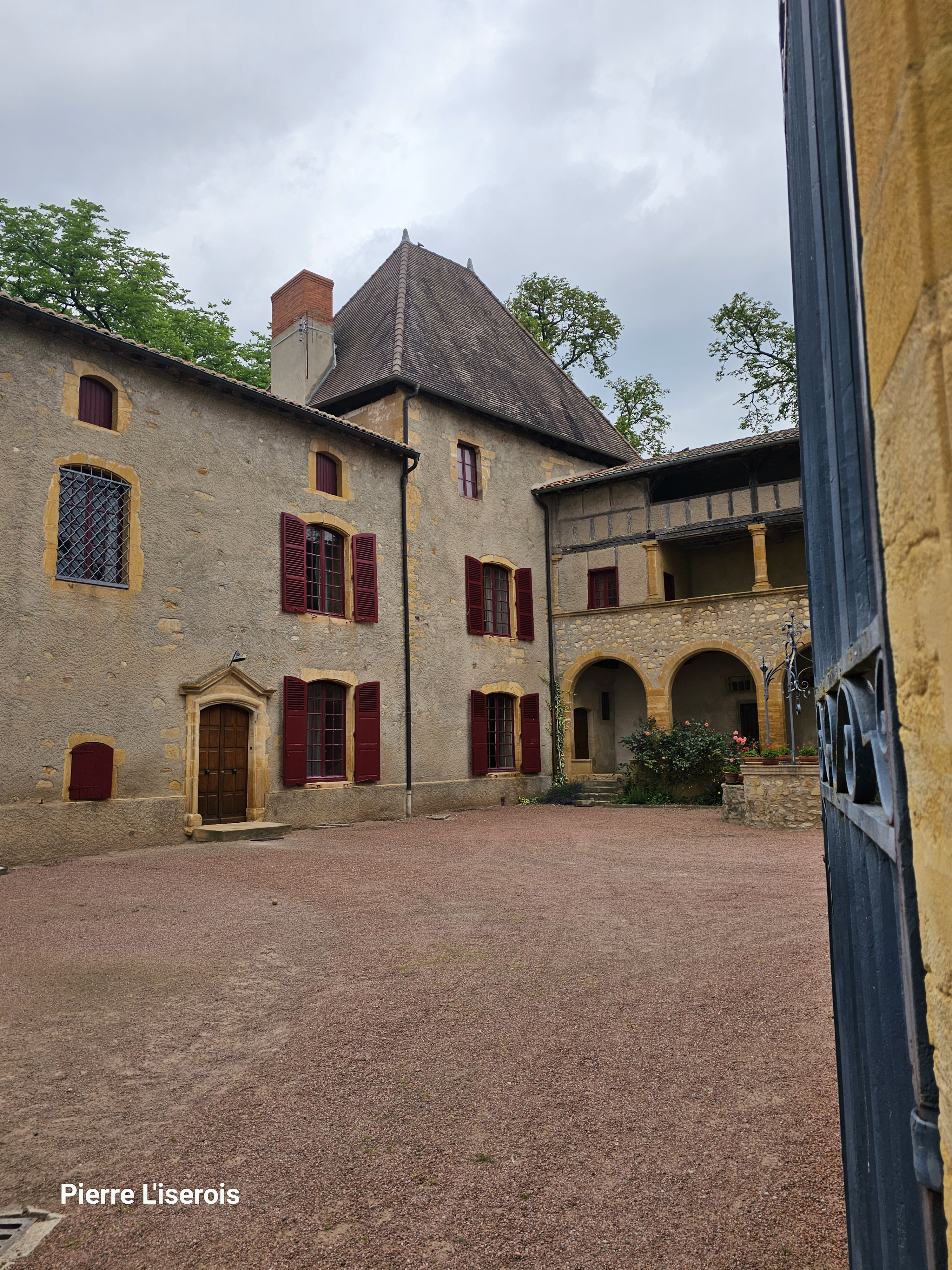
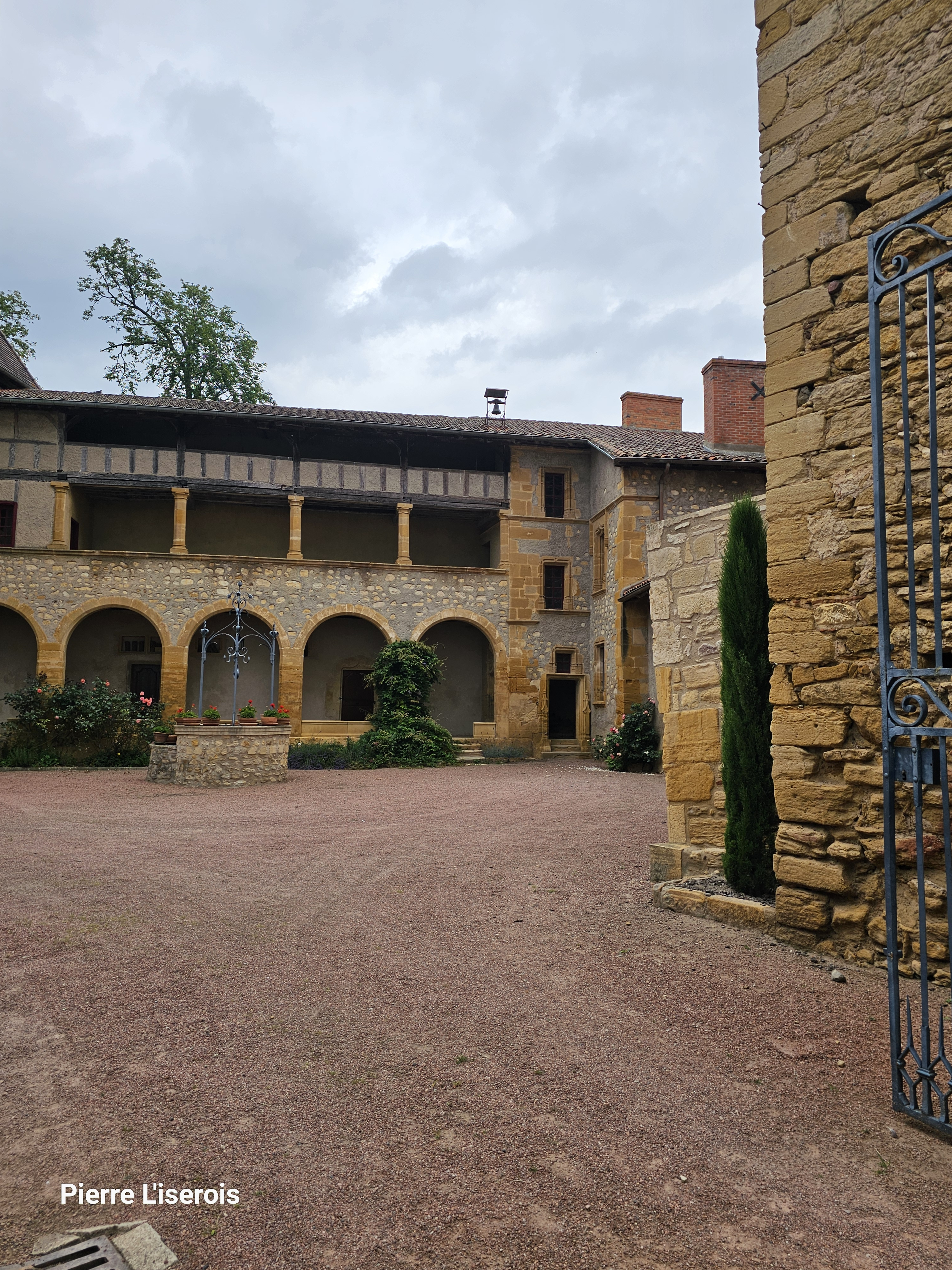
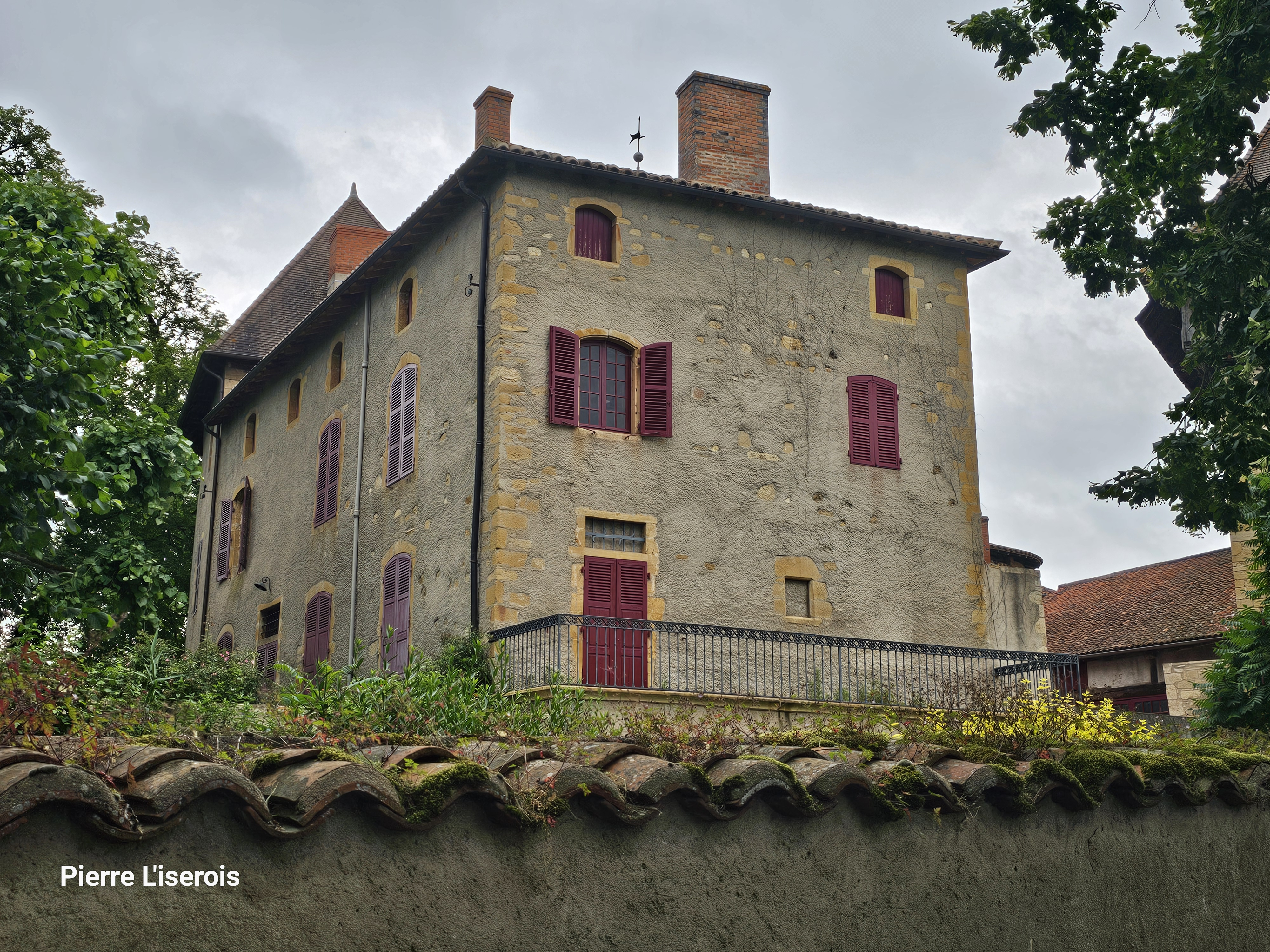
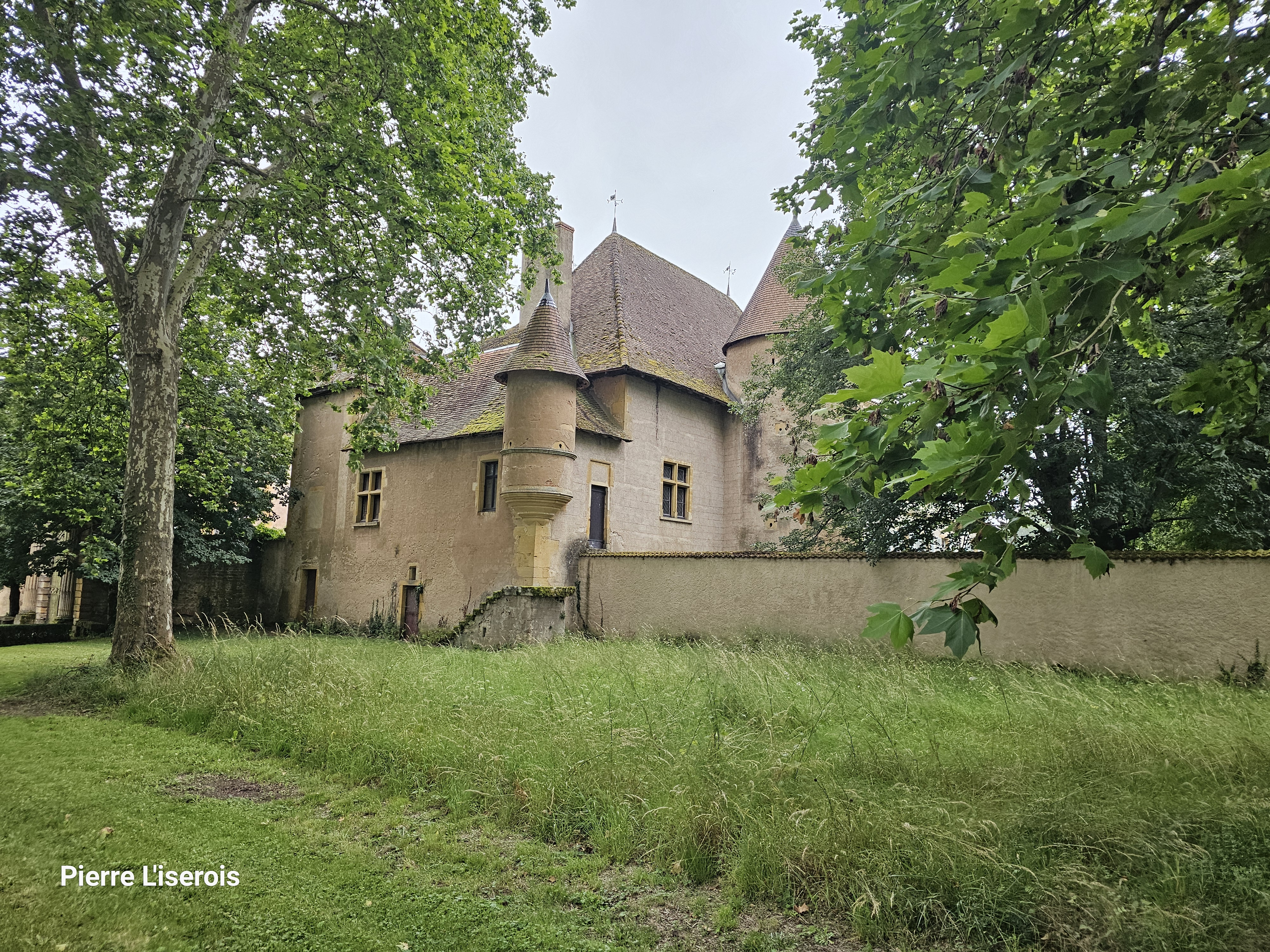
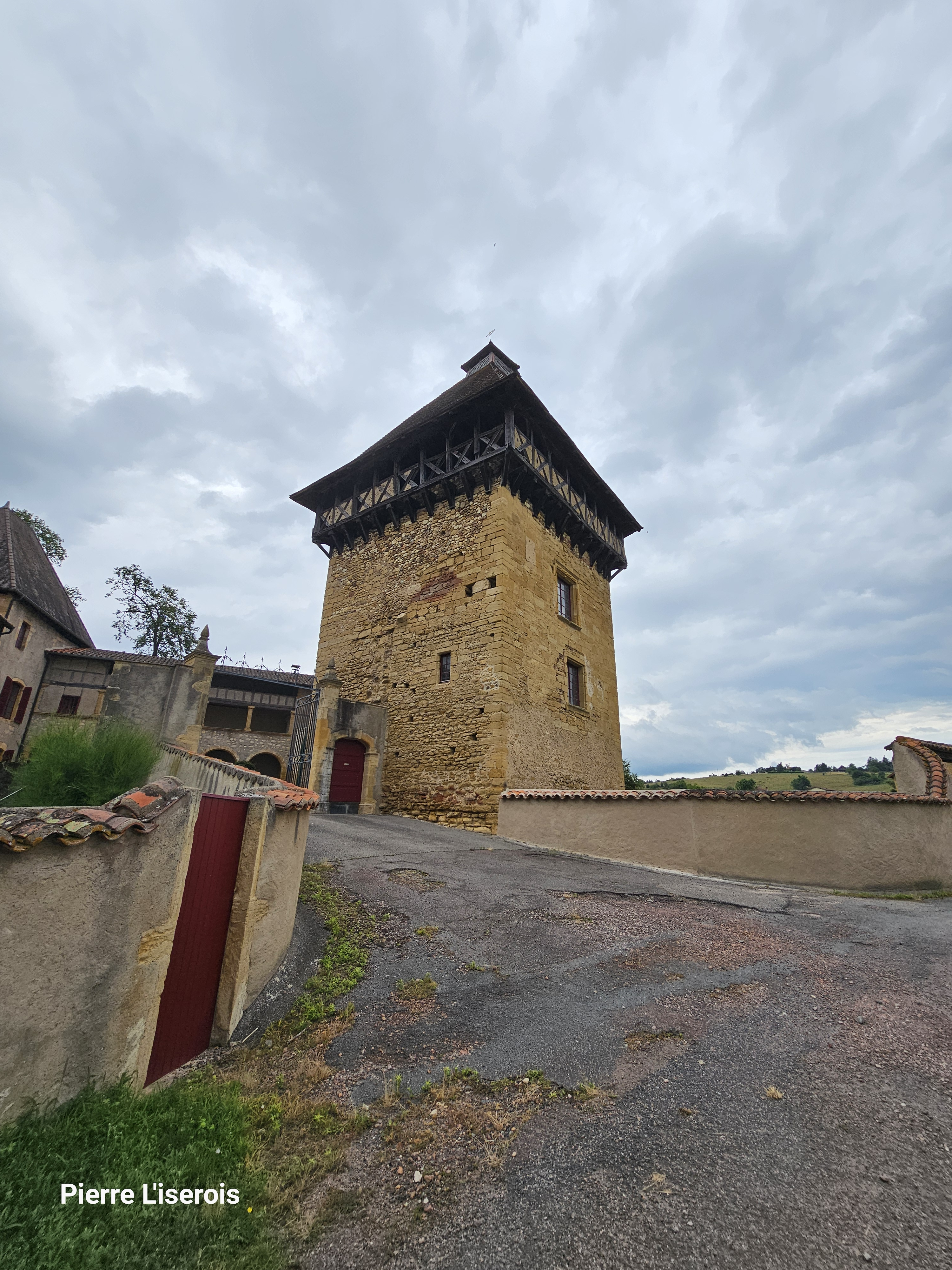